# Kobbie Mainoo
Kobbie Boateng Mainoo (Stockport, 19. travnja 2005.) engleski je nogometaš koji igra kao vezni igrač za Manchester United i englesku reprezentaciju.

## Klupska karijera
Mainoo se pridružio juniorskom pogonu Manchester Uniteda s devet godina, a svoj prvi profesionalni ugovor potpisao je u svibnju 2022. Dana 10. siječnja 2023. debitirao je u prvoj momčadi, kao starter, u četvrtfinalu EFL kupa protiv Charlton Athletica koji je eliminiran rezultatom 3:0. Osamnaest dana kasnije debitirao je u FA kupu, ušavši kao zamjena protiv Readinga kojeg je Manchester United dobio 3:1. Dana 19. veljače debitirao je u Premier ligi, na Old Traffordu, u utakmici protiv Leicester Cityja koji je poražen 3:0.
Dana 29. studenog 2023. debitirao je u Ligi prvaka protiv Galatasaraya s kojim je Manchester United igrao 3:3. Dana 28. siječnja 2024. zabio je svoj prvi profesionalni gol u utakmici FA kupa protiv Newport Countyja koji je izgubio 2:4. Četiri dana kasnije zabio je svoj prvi gol u Premier ligi i to protiv Wolverhamptona koji je dobiven rezultatom 3:4.

## Reprezentativna karijera
Prvi put pozvan je u reprezentaciju do 17 godina 2021. Za nju je debitirao 16. listopada u kvalifikacijskoj utakmici za Europsko prvenstvo protiv Armenije, postigavši pogodak.
U rujnu 2022. odigrao je tri prijateljske utakmice s reprezentacijom do 18 godina.
Godine 2023. prvi je put pozvan u reprezentaciju do 19 godina za koju je debitirao 22. ožujka 2024. u protiv Mađarske koju je Engleska dobilča s minimalnih 1:0.
Dana 19. ožujka 2024. prvi je put pozvan u seniorsku reprezentaciju za koju je debitirao pet dana kasnije u prijateljskom porazu od Brazila od kojeg je Engleska izgubila 0:1. U tom susretu zamijenio je Conora Gallaghera u 67. minuti. Engleski izbornik Gareth Southgate uvrstio ga je u momčad za Europsko prvenstvo u Njemačkoj 2024.